# Santa Maria da Boa Vista
Santa Maria da Boa Vista là một đô thị thuộc bang Pernambuco, Brasil. Đô thị này có diện tích 2977,8 km², dân số năm 2007 là 41870 người, mật độ 14,06 người/km².